# Angèle Etoundi Essamba

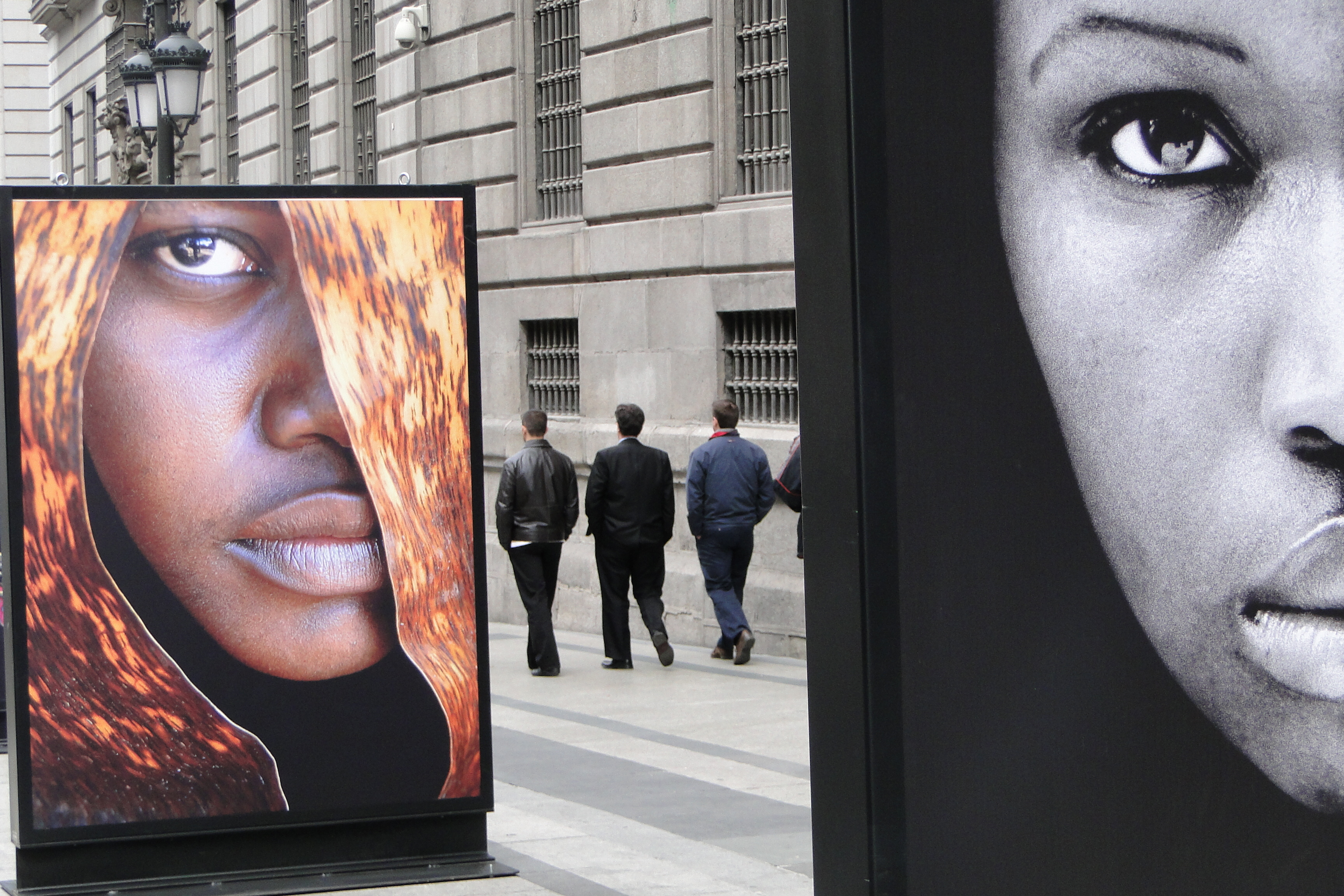
Fotos von Angèle Etoundi Essamba in den Straßen von Madrid, 2010

Angèle Etoundi Essamba (* 1962 in Douala) ist eine kamerunisch-niederländische Fotografin. Sie lebt in Amsterdam.

## Leben
Angèle Etoundi Essamba wurde in Douala, der Heimatstadt ihrer Mutter, geboren und wuchs in Yaoundé, der Heimatstadt ihres Vaters, auf.
Im Alter von 10 Jahren verließ Essamba Kamerun, um zu ihrem Vater zu ziehen, der inzwischen in Paris lebte. Dort verbrachte sie ihre Schulzeit und ging anschließend in die Niederlande. In Amsterdam an der Fotoakademie studierte sie Fotografie.  Sie ist niederländische Staatsbürgerin und lebt in Amsterdam.

## Werk

### Leitlinien
Angèle Etoundi Essamba bricht mit den stereotypen Darstellungen von Afrika als Kontinent, der von Hungersnöten, Epidemien und Kriegen zerrissen wird und feiert stattdessen seinen kulturellen Reichtum und seine Vielfalt. In der Tradition der humanistischen Fotografie, die sich den Menschen in ihrem Alltag zuwendet, wird in Angèle Etoundi Essambas Aufnahmen eine starke Bindung an die Werte Gemeinschaft, Solidarität und Gleichheit zwischen den Menschen sichtbar. Sie wendet sich gegen den eurozentrischen Blick auf die afrikanischen Frauen.

### Vorbilder
Die frühen Masken-Bilder von 1985 lassen die Inspiration durch Man Ray und Robert Mapplethorpe erkennen, und bei einigen der „harten und hoch ästhetischen“ Schwarz-Weiß-Porträts ist dies auch heute noch so.

### Motive und Stilmittel

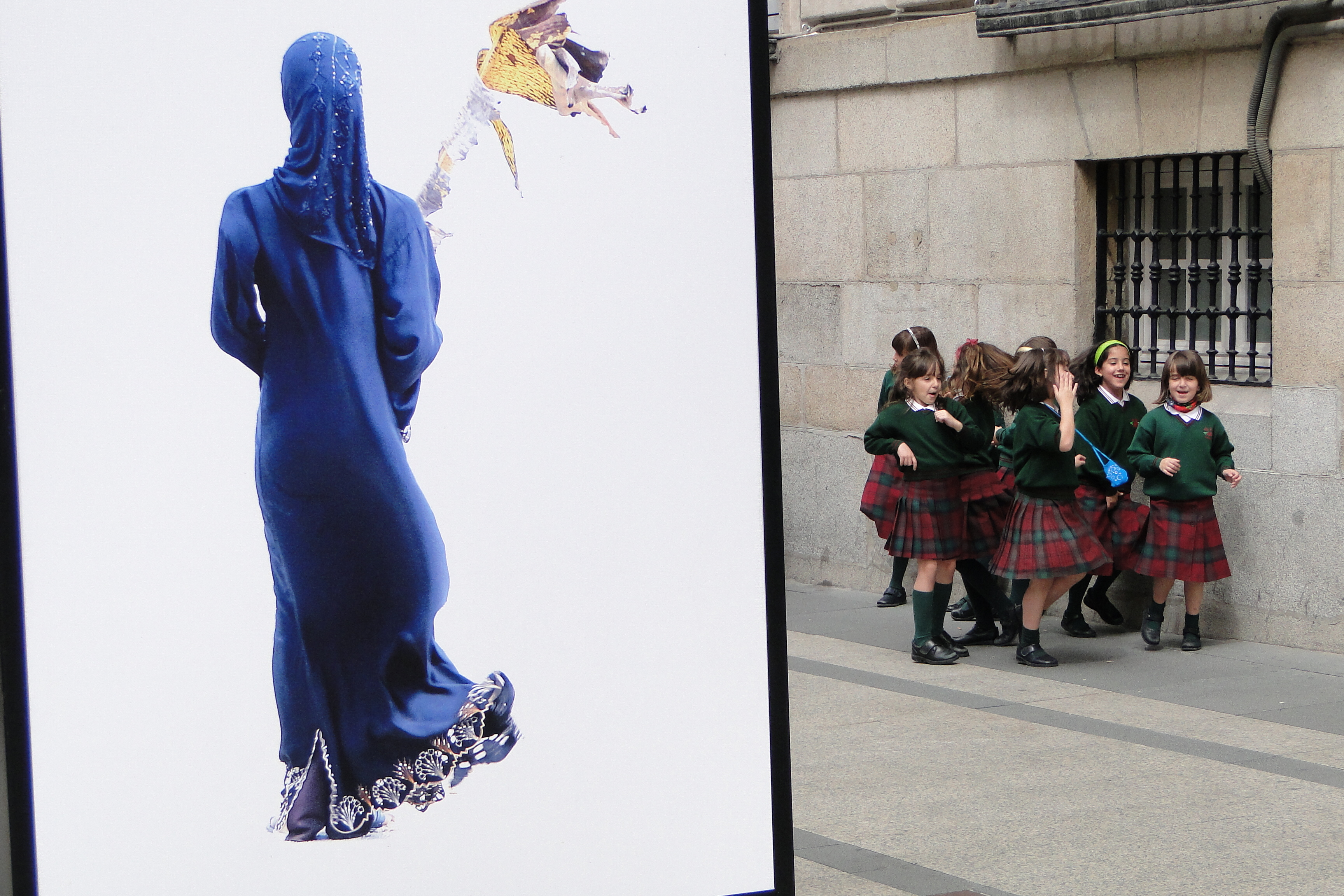
Foto von Angèle Etoundi Essamba als Teil einer Straßenszene in Madrid, 2010

Das Werk der Künstlerin steht in enger Verbindung zu ihrem eigenen Lebensweg, der sie in verschiedene Länder führte. Angèle Etoundi Essamba konzentriert sich auf Porträts schwarzer Frauen, die die Konzepte von Identität, Andersartigkeit und kulturellen Unterschieden hinterfragen und so Respekt, Verständnis und Toleranz schaffen wollen. Sie reduziert das Themenspektrum ihrer Fotoarbeiten bewusst auf drei Begriffe: Stolz, Stärke und Selbstbewusstsein.
Ihr Werk zeigt mit alltäglichen, aber auch inszenierten Motiven auch die Beziehung zwischen Tradition und Moderne und die soziale Wirklichkeit arbeitender Frauen von Kamerun bis Sansibar, von Senegal bis Benin. Der zuweilen wenig schöne Alltags-Hintergrund auf ihren Bildern steht im Dienst der Themenreduktion: Er „lässt die Menschen umso entschlossener und intensiver dem Betrachter gegenübertreten“.
Immer wieder sind an den von Essamba porträtierten Frauen zwar Masken, Schleier oder Körperverhüllungen zu sehen, doch verschwinden die Frauen nicht dahinter. „Sie wirken wie Akzente auf einem Körper oder einem Gesicht und unterstützen die vom Betrachter wahrnehmbare Ausstrahlung des dargestellten Menschen.“ Sie lassen also die Frauen betont sichtbar werden. „Masken sind Sinnbild für das, was man vor der Welt verbergen und was man offenbaren möchte.“

### Einzelne Fotoserien (Auswahl)
Großen Raum in Essambas Werk nimmt die Kalebassen-Serie ein. Diese Flaschenkürbisse werden traditionell nicht nur zur Aufbewahrung verwendet, sondern auch bei der Reinigung und als Musikinstrument. Als Symbol für Mutter Erde stehen die Kalebassen auch für Fruchtbarkeit und werden reich geschmückt, immer wieder repariert und oft lebenslängliche Begleiterinnen der Frauen. Essamba stellt die Frauen mit Kalebassenhälften auf dem Kopf als Zeichen des Schutzes dar und inszeniert sie mit den verschiedensten Formen, um immer wieder neue Geschichten zu erzählen.
In der Serie Territoires sind Tücher zu sehen, die in leuchtenden Farben mit verschiedenen Mustern bedruckt wurden. Hier werden die Textilien jedoch nicht auf Frauenporträts gezeigt, sondern sie dienen als Bespannung der Eingangstüren oder als Vorhang der traditionellen Lehmhäuser. Die Aufnahmen entstanden 2015 in der Demokratischen Republik Kongo.

### Technik
Angèle Etoundi Essamba fotografiert digital und bearbeitet ihre Bilder nur ausnahmsweise nach. Dennoch wirken Essambas Bilder nicht selten wie gemalt, „entwickeln eine Prächtigkeit, die man sonst nur von Gemälden zu kennen glaubt“. Masken, Stoffe und Kalebassen lassen die Arrangements nicht selten wie natürliche, allerdings höchst lebendige Stillleben wirken. Die Künstlerin fotografiert in Schwarz-Weiß und Farbe.

## Ausstellungen (Auswahl)
Mehr als 200 Ausstellungen in über 100 Ländern seit 1985 belegen die internationale Anerkennung und große Kreativität von Angèle Etoundi Essamba.
- 2018: Töchter des Lebens. Daughters of Life. Fotografien von Angéle Etoundi Essamba. Museum Fünf Kontinente, München[3]
- 2008: Beteiligung an der Biennale in Dakar[6]

## Soziales Engagement
Die von der Künstlerin ins Leben gerufene Stiftung Essamba Home versteht sich als Mentorin junger Frauen in Kamerun, Südafrika und Kolumbien. In Fotoworkshops und bei anderen kulturellen Veranstaltungen der Stiftung sollen die Frauen lernen, ihr künstlerisches Potential zu entdecken und ihre Selbstachtung zu verstärken.